# Radek Štěpánek
Radek Štěpánek (n. 27 noiembrie 1978, Karviná) este un jucător profesionist ceh de tenis.
1. 1 2  Czech National Authority Database, accesat în 23 noiembrie 2019
2. 1 2  Association of Tennis Professionals website[*] Verificați valoarea |titlelink= (ajutor)
3. ↑   http://espn.go.com/tennis/player/_/id/300/radek-stepanek Lipsește sau este vid: |title= (ajutor)
4. 1 2   http://espn.go.com/tennis/player/results/_/id/300/radek-stepanek Lipsește sau este vid: |title= (ajutor)
5. ↑   http://www.upi.com/topic/Radek_Stepanek/ Lipsește sau este vid: |title= (ajutor)
6. 1 2  Aktuálně.cz, 25 mai 2018, accesat în 2 noiembrie 2020
7. ↑  Deník.cz, 13 mai 2016, accesat în 2 noiembrie 2020
8. ↑  Aktuálně.cz, 19 decembrie 2021, accesat în 26 decembrie 2021